# Духовная культура
Духовная культура — часть человеческой культуры, относящаяся к созданию, сохранению, распространению и потреблению духовных (в широкой трактовке — нематериальных) ценностей.
В русской религиозной философии под духовной культурой, прежде всего, подразумевалось «духовное начало» общества, его нравственные и религиозные ценности.
В широкой трактовке к понятию духовной культуры кроме нравственных и религиозных ценностей относятся также знания, обычаи, искусство и другие нематериальные результаты умственно-волевой или эмоционально-психологической деятельности человека.
Духовная культура зависима от исторических особенностей развития каждого конкретного общества.
Духовные и материальные части культуры любого общества тесно связаны.